# 趙一清
趙一清（1709年—1764年），字诚夫，号东潜，浙江仁和（今浙江杭州）人。清代大儒，整理《水經注》，和同時期戴震取得相似的成績。

## 生平
赵昱之子。師承全祖望，曾經考取贡生。著有《东潜诗文稿》、《水经注释》四十卷、《水经注刊误》十二卷、《直隶河渠志》一百三十二卷。《水經注》研究史上有一場延續至今的學術公案，那就是戴震在四庫全書館中校勘《水經注》時究竟有沒有襲用趙一清的《水經注釋》？對此，學術界有兩種看法：一種認為戴震抄襲了趙一清的成果；一種認為趙一清、全祖望、戴震各自獨立研究，但雙方取得了大體相同的結果。戴震的学生段玉裁认为“赵书袭戴”。杨守敬说，“戴氏盗袭赵书，已成铁案。”。日本郦学家森鹿三有《关于戴校水经注》一文，论证戴书并未袭赵。胡適替同乡戴震申冤，認為指控不能成立。